# Marc Trasolini
Marc Christian Trasolini (Vancouver, 21 giugno 1990) è un ex cestista canadese con cittadinanza italiana.

## Carriera
Da 2008-2013 ha disputato 4 stagioni alla Santa Clara University (non ha giocato nel 2011-12). Con il Canada under 19 ha disputato il Campionato Mondiale maschile di pallacanestro Under-19 2009.
Ha fatto il suo primo anno da professionista a Pesaro in Serie A. L'anno dopo ha giocato con Avellino (Serie A) e per la terza stagione ha firmato ad Agropoli (Serie A2).
Il 28 luglio 2017, Trasolini firma un contratto con i Levanga Hokkaido.